# さそり座ベータ星
さそり座β星は、さそり座の恒星で3等星。

## 特徴
六重連星で、小型望遠鏡で3等星のβ1星と5等星のβ2星の2星に見える。β1星はβ星Aとβ星Bから形成され、さらにβ星Aはβ星Aaとβ星Abから形成される。β2星はβ星Cとβ星Eから形成され、さらにβ星Eはβ星Eaとβ星Ebから形成される。

離角と周期（masはミリ″の意）

さそり─ケンタウルス運動星団及びその中の散開星団Cr302のメンバーである。

## 名称
学名はβ Scorpii（略称β Sco）。固有名アクラブ (Acrab) は、アラビア語で「サソリ」を意味する al-ʿaqrab に由来する。シュメールの時代からこの領域の星々はサソリに結び付けられており、星座全体を表す言葉がこの星の固有名として遺されたものである。この名はさそり座β星だけではなくさそり座ζ星やさそり座ξ星に対しても使われていたが、2016年8月21日に国際天文学連合の恒星の命名に関するワーキンググループ (Working Group on Star Names, WGSN) は、Acrab をさそり座β星Aaの固有名として正式に承認した。
別名のグラフィアス (Graffias) は、中世にトレミーの『テトラビブロス』がラテン語訳された際に使われた「爪」を意味する言葉の目的格に由来する。『テトラビブロス』ではてんびん座の星々に使われていた言葉だが、ルネサンス期には恣意的にξ星に対して使われ、近年β星に使われるようになったものである。